# Osina (powiat Goleniowski)
Osina is een plaats in het Poolse district  Goleniowski, woiwodschap West-Pommeren. De plaats maakt deel uit van de gemeente Osina en telt 960 inwoners.

## Verkeer en vervoer
- Station Osina